# Тоса (залив)
То́са (яп. 土佐湾 тоса-ван) — залив на севере Филиппинского моря, вдаётся в южный берег японского острова Сикоку на территории префектуры Коти. Залив ограничен мысами Мурото и Асидзури.
Ширина залива от мыса до мыса составляет 130 км, длина — 50 км, длина береговой линии — около 240 км. Береговая линия имеет форму полукруга между мысами.
В северной части залива в сушу вдаётся узкий залив Урадо, на берегу которого лежит город Коти — столица префектуры. В залив впадают реки первого класса Симанто, Ниёдо и Монобе.
Залив имеет широкое устье. Дно характеризуется узким (10-20 км) континентальным шельфом и крутым уклоном, максимальная глубина превышает 800 м. В заливе сказывается сильное влияние течения Куросио. Около 70 % залива лежит на континентальном шельфе глубиной до 200 м.